# 齐格菲富丽秀

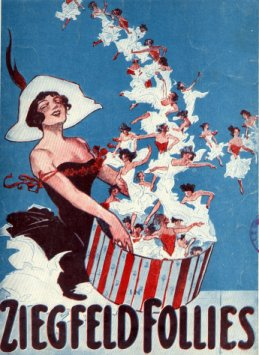
1912年宣传海报

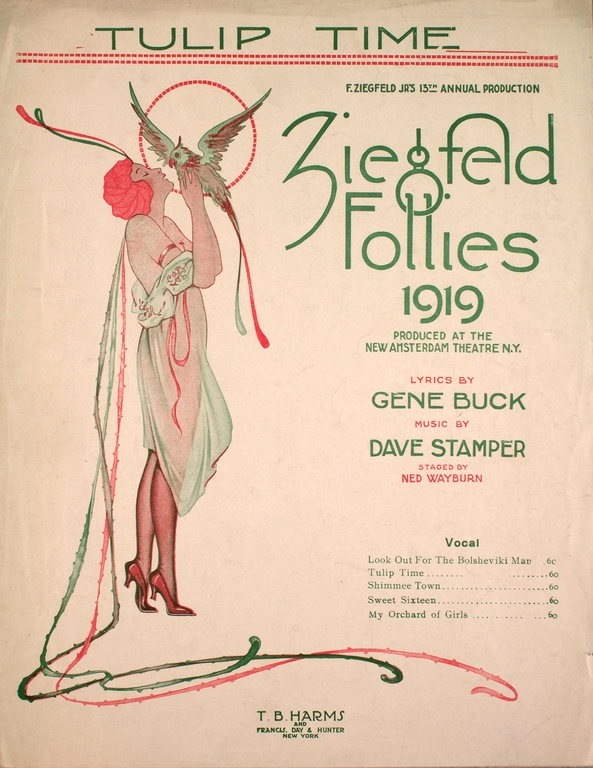
1919年乐谱

齐格菲富丽秀（Ziegfeld Follies），或译齐格飞富丽秀，是1907年至1931年、1934年、1936年在纽约市百老汇上演的一系列戏剧作品，融合百老汇戏剧和歌舞杂耍表演风格。它们在1932年和1936年以广播节目的形式播出，即齐格菲空中富丽秀（The Ziegfeld Follies of the Air）。其剧团有许多衣着华丽的漂亮女郎，称为齐格菲女郎（Ziegfeld Girls）。

## 历史
受到巴黎女神遊樂廳的启发，小弗洛伦茨·齐格菲尔德创办了这一系列节目。其第一部作品为荒诞剧《The Follies of 1907》，1907年在纽约市奥林匹亚剧院屋顶的巴黎花园（Jardin de Paris）上演。 
当年有许多有名艺人都出身于该剧团，如埃迪·康托爾、約瑟芬·貝克、鲍勃·霍普、玛丽莲·米勒、埃德·温等。
齐格菲1932年去世后，他的遗孀比莉·伯克于1934年和1936年授权杰克·舒伯特（Jake Shubert）使用歌舞团名称继续演出。

## 改编
有多部影视作品依据该歌舞团的经历拍摄，如《歌舞大王齊格飛》（1936）、《齐格菲女郎》（1941）、《齐格菲歌舞团》（1945）等。